# Морозов, Олег Анатольевич
Оле́г Анато́льевич Моро́зов (род. 14 мая 1975 года) — российский актёр театра и кино.

## Биография
Родился в городе Марксе (Саратовская область, СССР), в семье Анатолия Николаевича и Татьяны Ивановны Морозовых. Родители не имели отношения к творческой среде.  Актёрством увлёкся в школьном драмкружке школы №1 г. Маркса, где сыграл свою первую роль — Хлестаков в «Ревизоре» Н.Гоголя. В 1997 году окончил театральный факультет Саратовской консерватории имени Собинова по специальности «актёр театра и кино». Учился в мастерской Народного артиста РСФСР, профессора Александра Галко. Работал в Саратовском театре драмы, затем в Московских театрах «Модернъ» и «На Покровке», а также сотрудничал с творческим объединением "Дуэт" Сергея Сенина и Людмилы Гурченко (антреприза).
Кинодебютом актёра стали ленты «Моя граница» 2002 г. и «Баязет» 2003 г. где Олег Морозов сыграл сержанта Карпова и штабс-капитана Некрасова. Но настоящая народная известность пришла к нему после роли Артура Игнатова в сериале "Мачеха" 2007 г. и роли Гарика Шабурова в сериале "Золотой капкан" 2010 г. На данный момент фильмография актёра насчитывает около 80 ролей.
В 2021 году триумфально вернулся на сцену Саратовского театра драмы, сыграв призрака Женю в спектакле "Мы живём в чудесное время, Оля!" и получив за него в 2022 году звание Лауреата на XI театральном фестивале "Золотой Арлекин". В 2024 году повторил успех, завоевав звание Лауреата на XII театральном фестивале "Золотой Арлекин" за исполнение главной роли в спектакле "Кроткая" по произведению Ф. Достоевского.

## Фильмография
- 2002 — Моя граница — сержант Карпов
- 2003 — Баязет — штабс-капитан Некрасов
- 2004 — Личный номер —  личный помощник генерала Карпова, член антитеррористического штаба
- 2004 — Близнецы — Волков
- 2004 — Джек-пот для Золушки — Сергей
- 2004—2013 — Кулагин и партнёры — эпизоды
- 2005 — Каменская 4 — Карпов, частный детектив
- 2005-2007 — Обречённая стать звездой — Лёха, телеоператор
- 2006 — Рассмешить Бога — парень в кафе
- 2006 — Сделка — секретарь
- 2007 — Закон и порядок. Преступный умысел — Эдуард Звездин
- 2007 — Путевой обходчик — Шплинт
- 2007 — Мачеха — Артур Игнатов
- 2007-2009 — След — Алексей Хлебников. серия-Ошибка Антоновой
- 2008 — Безмолвный свидетель-2 — Эдик
- 2008 — Взрослые игры — Артур Игнатов
- 2008 — Убийство в дачный сезон — Эдуард Звездин
- 2009 — Высший пилотаж — террорист М
- 2009 — Сорок третий номер — парикмахер
- 2010 — Голос матери — Заурбек
- 2010 — Золотой капкан — Гарик
- 2010 — Морские дьяволы-4 — Денис Круглов. серия-Новички
- 2010 — Паутина-4 — Сергей Корнеев
- 2010 — Неудачников.net — Введенский
- 2010 — Объявлен в розыск — Денис Билецкий
- 2010 — Москва.Три вокзала — Денис Веденский. аферист
- 2010 — Поединки. Правдивая история.Тегеран-43 — Иван Агаянц, советский разведчик
- 2011 — Заложники любви — Олег Лосев
- 2011 — Белые розы надежды — Алексей
- 2012 — Последняя минута-2 — Воскобоев
- 2012 — Кровинушка — Снежный
- 2012 — Эффект Богарне — Эжен Богарне
- 2012 — Смерть шпионам. Скрытый враг — Данила Кузьменок, диверсант-уголовник
- 2013 — Убить Дрозда — Адмирал Колчак
- 2013 — Ржавчина — Паша
- 2013 — Разведчицы — «Ворон», бандит
- 2013 — Смерч. Морские дьяволы - продолжение. Группа «Смерч» — Сотников
- 2013 — Тихая охота — «Кондрат», бандит
- 2014 — Марш-бросок: охота на "Охотника" — Шнур
- 2014 — Моя мама против — Михаил Иванович Рябин
- 2014 — Московская борзая — Михаил Сорокин, сотрудник ФСКН
- 2014 — Практика — Антон Фомичёв
- 2014 — Проект "Золотой глаз" — Захар
- 2015 — Моя мама против — Михаил Иванович Рябин
- 2015 — Орлова и Александров — Владимир Масс
- 2015 — Сын моего отца — Фитим
- 2016 — Провокатор — «Шанхай»
- 2016 — Казаки — Колесников
- 2017 — Мертв на 99% — начальник СБ Глуховского
- 2017 — Майор Соколов. Игра без правил — Максим Александрович Руденко, преподаватель рукопашного боя Университета МВД
- 2017 — Спящие — Джек Холифилд, сотрудник ЦРУ
- 2018 — Практика. Второй сезон — Антон Фомичёв
- 2018 — Лучше чем люди — Гороненко
- 2019 — Скажи что-нибудь хорошее — Виктор Елагин, бомж, бывший шофёр-дальнобойщик
- 2019 — Балканский рубеж — Бармен
- 2020 — Мосгаз. Дело №7. Катран — Николай Фёдорович
- 2021 — Корпорация Ad Libitum — Александр Евгеньевич
- 2021 — Пробуждение — Полковник Корсак
- 2021 — Синичка-5 — Вадим Лейнер
- 2021 — Серебряный волк — Вячеслав Белкин
- 2022 — Ловец снов — Аркадий Чижов "Контролёр", организатор заказных убийств
- 2024 — Лепила — Клим
- 2024 — Извозчик — Баркас
- 2024 — Балабол-9 — Румын

## Награды
- 1997 Премия Министерства культуры Саратовской области на областном театральном фестивале, за лучшую мужскую роль (Такон), в комедии по пьесе «Живой портрет» А.Морето и постановке Александра Галко.
- 2005 Дипломант международного конкурса актёрской песни имени Андрея Миронова.
- 2022 Лауреат XI Театрального фестиваля "Золотой Арлекин" в номинации "Работа актёра в драматическом театре. Лучшая мужская роль". За роль Жени в спектакле "Мы живём в чудесное время, Оля!" по пьесе Юлии Вороновой в постановке Алексея Размахова.
- 2024 Лауреат XII Театрального фестиваля "Золотой Арлекин" в номинации "Работа актёра в драматическом театре. Лучшая мужская роль", за главную роль (ОН) в спектакле "Кроткая" по произведению Ф. Достоевского в постановке Ирины Керученко.